# موزخوار روسپولی
موزخوار روسپولی (نام علمی: Tauraco ruspolii) نام یک گونه از سرده موزخوارهای اصلی است.